# Dungeon Food
Dungeon Food (ダンジョン飯?, Danjon meshi, lett. "I pasti del sotterraneo") è un manga scritto e disegnato da Ryoko Kui, serializzato sulla rivista Harta di Enterbrain dal 15 febbraio 2014 al 15 settembre 2023. In Italia il manga è stato pubblicato da Edizioni BD sotto l'etichetta J-Pop dal 1º febbraio 2017 al 24 aprile 2024. Un adattamento anime prodotto da Trigger è stato distribuito internazionalmente da Netflix dal 4 gennaio al 13 giugno 2024. Una seconda stagione è stata annunciata.

## Trama
La serie è ambientata in un mondo fantasy in cui le gilde intraprendono spedizioni per razziare i dungeon. Molti avventurieri sperano di trovare il misterioso Regno d'Oro, che si dice sia il tesoro di un certo dungeon situato su un'isola. La storia inizia con un gruppo di sei avventurieri che tenta di uccidere un drago, ma siccome questi si rivela troppo forte per loro, sono costretti alla fuga e Falin, un'incantatrice tallman e sorella di Laios, il leader della gilda, viene mangiata viva dal drago e finisce nel suo stomaco. A seguito di questo fallimento, due membri abbandonano il gruppo per unirsi a un'altra banda di avventurieri, lasciando solo Laios (uno spadaccino tallman), Chilchuck (un ladro halfling) e Marcille (una mezz'elfa incantatrice) a piangere Falin.
Sentendosi in debito nei confronti della loro compagna Falin, che ha usato la sua magia per teletrasportare tutti in salvo, i restanti membri del gruppo pensano di tornare nel livello del dungeon in cui è situato il drago per affrontarlo un'altra volta in modo da salvare Falin prima che venga digerita dal mostro. In maniera analoga al gioco Dungeons & Dragons, i membri del party devono considerare il costo delle armi, dell'equipaggiamento e delle spese di reclutamento per nuovi membri e il cibo.
Dato che la maggior parte delle provviste sono rimaste nel dungeon, la missione sembra apparentemente impossibile, ma Laios suggerisce di sostenersi a vicenda trovando cibo all'interno del dungeon stesso. Laios infatti desidera segretamente mangiare i mostri di tale luogo da molto tempo e mostra a Chilchuck e Marcille un libro di ricette su come preparare pasti deliziosi dalle varie creature che incontreranno lungo il cammino. Gli amici accettano con riluttanza il suo piano e tornano tutti insieme nel dungeon per dare inizio alla loro missione, quindi giungono al primo piano e fanno la conoscenza di Senshi, un nano che ha dieci anni di esperienza tra cucinare mostri e raccogliere cibo, che si unisce a loro.
La storia narra in dettaglio i viaggi del gruppo di Laios attraverso il dungeon, mostrando ambienti, trappole, mostri e i pasti che creano da quest'ultimi.

## Personaggi

### Party di Laios
Laios Touden (ライオス トーデン?, Raiosu Tōden)
Doppiato da: Kentarō Kumagai (ed. giapponese), Manuel Meli (ed. italiana)
Un "tallman" (トールマン?, tōruman) o umano, che deve avventurarsi nelle profondità di un dungeon per salvare sua sorella Falin prima che venga digerita dal drago rosso che ha sconfitto il suo party. Laios è un forte guerriero, dotato di una spiccata mente analitica e un ottimo leader per il suo party, sebbene sia anche molto indiscreto e tenda a parlare molto velocemente quand'è emozionato. È una persona molto calma, gentile ed amichevole, sempre entusiasta di provare nuovi cibi a base di mostro; inoltre si serve spesso delle conoscenze acquisite cucinando mostri per creare nuove strategie per sconfiggerli.
Marcille Donato (マルシル・ドナトー?, Marushiru Donatō)
Doppiata da: Sayaka Senbongi (ed. giapponese), Valentina Pallavicino (adulta), Sofia Fronzi (bambina) (ed. italiana)
Una mezzelfa incantatrice che lancia i suoi incantesimi servendosi di un lungo bastone di legno. Ha un carattere molto cauto e in genere si mostra titubante o perfino riluttante a mangiare mostri. È molto abile in diversi tipi di magia ed è spesso in grado di eseguire incantesimi complicati o potenti con poca preparazione, sebbene la sua abilità sia sottovalutata dai suoi compagni. È stata compagna di studi di Falin all'accademia di magia, sviluppando un legame molto profondo con essa, ed in seguito si è unita al party del fratello per esplorare il dungeon e studiare la magia nera.
Chilchuck Tims (チルチャック・ティムズ?, Chiruchakku Timuzu)
Doppiato da: Asuna Tomari (ed. giapponese), Tatiana Dessi (half-foot), Andrea Di Maggio (umano) (ed. italiana)
Un "half-foot" (ハーフフット?, hāfufutto) o halfling fabbro dotato di una buona destrezza e sensi acuti. Chilchuck è in grado di disattivare le trappole, trovare percorsi nascosti e funge da borseggiatore per il gruppo. È una persona ragionevole che spesso ammonisce Laios per il suo comportamento privo di tatto e per la sua ossessione per i mostri, ma nel profondo si preoccupa dei suoi compagni ed è molto legato a loro. Non gli piace quando le persone subentrano nel suo lavoro o corrono rischi inutili. Di regola evita il combattimento, ma nel caso sia inevitabile utilizza arco e frecce per difendersi.
Senshi di Izganda (イズガンダのセンシ?, Izuganda no Senshi)
Doppiato da: Hiroshi Naka (ed. giapponese), Simone Mori (ed. italiana)
Un nano barbaro che si unisce al party per poter realizzare il suo sogno di cucinare il drago rosso che Laios e i suoi compagni hanno deciso di uccidere. Senshi ha un'immensa conoscenza del dungeon e dei mostri al suo interno ed è uno chef esperto. Solitamente combatte con una grande ascia, ma porta sempre con sé anche una pentola e degli utensili da cucina. Si assicura che il party sia ben nutrito e abbia una dieta equilibrata per farli procedere al meglio attraverso il dungeon.
Asebi (アセビ?, Asebi) / Izutsumi (イヅツミ?, Idzutsumi)
Doppiata da: Mitsuho Kanbe (ed. giapponese), Paola Majano (ed. italiana)
Una ninja tallman rapita e trasformata in donna-bestia all'età di 6 anni. Condivide la sua forma con l'essenza di un Gatto Gigante, un mostro simile a un grande felino. Essendo stata acquistata dal padre di Toshiro, ha viaggiato con il suo party finché non ha incontrato quello di Laios, che ha deciso di seguire nella speranza di trovare una cura per il suo corpo. È molto indipendente e apatica nella maggior parte delle situazioni, ma si fa avanti per proteggere i suoi compagni quando necessario.
Kensuke (ケン助?, Kensuke)
Un mollusco della stessa specie di quelli che infestano le "armature viventi", assume le fattezze di una spada e viene raccolto da Laios per sostituire quella che ha perso in battaglia. Si agita quando percepisce la presenza di altri mostri, solitamente scappa quando si spaventa e non può essere estratto dal fodero se trema troppo. La sua sensibilità lo rende inaffidabile in battaglia, sebbene molto utile durante l'esplorazione del dungeon.

#### Ex-membri
Falin Touden (ファリン トーデン?, Farin Tōden)
Doppiata da: Saori Hayami (ed. giapponese), Camilla Murri (ed. italiana)
Un'incantatrice tallman e sorella di Laios, che è stata mangiata da un drago rosso in fondo al dungeon subito dopo aver usato la sua magia per teletrasportare il resto del party in salvo. Laios e il suo party sono in viaggio per salvarla e rianimarla prima che il ciclo di digestione del drago, dalla durata di un mese, finisca e lei non possa più essere resuscitata. Ha un'abilità unica di comunicare con i fantasmi e la usa per mantenere il suo party al sicuro, inoltre è in grado di eliminare i fantasmi quando questi possiedono i cadaveri dei defunti. È una persona gentile che condivide l'amore di suo fratello per i mostri.
Namari (ナマリ?, Namari)
Doppiato da: Akira Miki (ed. giapponese), Barbara Pitotti (ed. italiana)
Una guerriera nana e un membro originale del party di Laios. Dopo che Falin è stata mangiata dal drago rosso, Namari ha deciso di lasciare Laios per andare a lavorare col party del vecchio Tansu. È un'esperta d'armi con una vasta conoscenza su metalli ed armamenti; ha una personalità un po' sfacciata ma, nonostante cerchi di nasconderlo, è molto affezionata al vecchio party. La comunità nanica l'ha emarginata in quanto il padre, responsabile del commercio delle armi della rzza, ha derubato il lord dell'isola per poi fuggire lasciando la famiglia nei debiti.
Shuro (シュロー?, Shurō) / Toshiro Nakamoto (半本 俊朗?, Nakamoto Toshirō)
Doppiato da: Shinji Kawada (ed. giapponese), Raffaele Proietti (ed. italiana)
Un guerriero tallman proveniente da una lontana isola orientale. Discendente di una potente famiglia nobiliare, ha iniziato ad esplorare il dungeon per migliorare le sue abilità, salvo poi innamorarsi di Falin e chiederle di sposarlo poco prima dello scontro col drago rosso. Una volta teletrasportato in superficie dopo la morte dell'amata, fa ritorno nel dungeon con diversi servitori a seguito, tra cui Izutsumi, per salvarla. Ha una personalità molto riservata ed è stato spesso vittima della mancanza di tatto di Laios.

### Party di Kabru
Kabru (カブルー?, Kaburū)
Doppiato da: Wataru Katō (ed. giapponese), Mattia Billi (ed. italiana)
Un guerriero tallman che guida un party separato che esplorare il dungeon dell'isola. È molto interessato a conoscere le altre persone, così come i loro obiettivi e relazioni, ma non gli piacciono i mostri per via di un trauma passato legato a un diverso dungeon. Sebbene sia molto motivato a raggiungere il fondo del dungeon e risolverne i misteri, il suo party non è molto forte ed è stato sconfitto più volte. Odia combattere i mostri e il cibo derivato da essi, ma è un abile guerriero contro altri umani. È affascinante e talentuoso nel leggere le persone e nel comprendere le situazioni con poche informazioni.
Rinsha Fana (リンシャ・ファナ?, Rinsha Fana)
Doppiata da: Rie Takahashi (ed. giapponese), Sara Torresan (ed. italiana)
Una maga tallman proveniente da un'isola orientale. Comunemente detta "Rin" (りん?, Rin), ha un carattere molto diretto e a tratti pessimista ma nutre un profondo disprezzo verso gli elfi in quanto responsabili della sua infanzia traumatica. Ha una cotta per Kabru, motivo per il quale malsopporta i suoi atteggiamenti da donnaiolo, sebbene sia di fatto la sua principale confidente e il suo braccio destro alla guida del party.
Mickbell Tomas (ミックベル・トマズ?, Mikkuberu Tomazu)
Doppiata da: Miyu Tomita (ed. giapponese), Paola Majano (ed. italiana)
Half-foot dai tratti androgini soprannominato "Mick" (ミック?, Mikku). Cresciuto nei bassifondi, si è dato alla vita da avventuriero per poter realizzare il sogno di mettere da parte abbastanza soldi da comprare una grande casa con cui vivere assieme al suo dipendente e familiare surrogato Kuro.
Kuro (クロ?, Kuro)
Doppiato da: Tōru Nara (ed. giapponese), Andrea Pirolli (ed. italiana)
Coboldo con le fattezze di uno shiba inu umanoide dalla pelliccia bianca e nera, è alle dipendenze di Mickbell, che lo tratta come se fosse una sorta di animale domestico o familiare surrogato.
Holm Kranom (ホルム・クライム?, Horumu Kuraimu)
Doppiato da: Yūya Hirose (ed. giapponese), Laura Cosenza (ed. italiana)
Uno gnomo specializzato negli incantesimi di resurrezione e nell'utilizzo degli spiriti elementari, cui è tanto affezionato da dar loro persino dei nomi. Caratterialmente molto calmo e pacato, tende a bloccarsi quando in battaglia accadono troppe cose contemporaneamente.
Daya (ダイア?, Daia)
Doppiata da: Kei Kawamura (ed. giapponese), Sara Imbriani (ed. italiana)
Una guerriera nana dai folti capelli biondi raccolti in trecce e che le ricadono sul viso coprendole completamente gli occhi. Di carattere calmo e taciturno, in battaglia si serve di una grossa ascia ed utilizza uno stile di combattimento dinamico e distruttivo.

### Party di Tansu
Tansu Floke (タンス・フローク?, Tansu Furōku)
Doppiato da: Kazuhiko Inoue (ed. giapponese), Ambrogio Colombo (ed. italiana)
Un anziano gnomo esperto d'incantesimi di resurrezione e studioso di maledizioni che si avventura per il dungeon assieme alla moglie e ai figli adottivi per investigare sulla magia che rende impossibile morire al suo interno. Consigliere e braccio destro del lord dell'isola su cui si trova il dungeon, tenta in tutti i modi di impedire che gli elfi se ne impadroniscano. Assolda Namari dopo che questa lascia il party di Laios.
Yarn Floke (ヤーン・フローク?, Yān Furōku)
Doppiata da: Hitomi Shogawa (ed. giapponese)
Moglie di Tansu, anch'essa una potente incantatrice esperta di incantesimi di cura, ha un carattere molto più mite e gentile rispetto al marito.
Kaka Floke (カカ・フローク?, Kaka Furōku)
Doppiato da: Ryōsuke Takahashi (ed. giapponese)
Figlio adottivo di Tansu, nonché guardia del corpo sua e della moglie, è un abile guerriero dal carattere schivo e taciturno. È il gemello di Kiki.
Kiki Floke (キキ・フローク?, Kiki Furōku)
Doppiata da: Ikumi Hasegawa (ed. giapponese), Erica Intoppa (ed. italiana)
Gemella di Kaka, anch'essa figlia adottiva e guardia del corpo dei coniugi Floke, esperta combattente dall'indole emotiva e socievole.

### Servitrici di Shuro
Maizuru (マイヅル?, Maidzuru) / Iyo (イヨ?, Iyo)
Doppiato da: Yoko Hikasa (ed. giapponese), Gaia Bolognesi (ed. italiana)
Una potente maga tallman orientale al servizio della famiglia Nakamoto, nonché una loro ninja di livello due, come si evince dal numero di nei tatuati sopra i suoi occhi. Indossa una tunica bianca con le maniche che richiamano le ali di una gru e dimostra molti meno anni di quanti abbia realmente, difatti è l'amante del padre di Shuro ed è stata la tutrice di quest'ultimo sin da quand'era bambino, motivo per cui nutre per lui un affetto materno. La sua magia le permette di evocare degli shikigami.
Hien (ヒエン?, Hien) / Naka (ナカ?, Naka)
Doppiato da: Arisa Shida (ed. giapponese), Erica Intoppa (ed. italiana)
Ninja tallman al servizio della famiglia Nakamoto, pur essendo anch'essa di livello due, è di fatto seconda in gerarchia solo a Maizuru. Dato che la sua famiglia serve quella di Shuro da generazioni, i due sono amici d'infanzia e, nonostante neghi di provare dei sentimenti romantici per lui, resta molto ferita dopo aver scoperto che è innamorato di Falin. Ha un carattere vanitoso ed una scarsa empatia, tuttavia mostra di avere anche un lato tenero che mostra solo con Benichidori.
Benichidori (ベニチドリ?, Benichidori) / Matsu (マツ?, Matsu)
Doppiato da: Akari Kito (ed. giapponese), Maria Elena Arpaia (ed. italiana)
Ninja tallman di livello due della famiglia Nakamoto, cui è stata venduta dai suoi stessi genitori a causa delle condizioni di estrema povertà in cui vertevano. Nonostante la grande bellezza, soffre di una grave forma di dismorfofobia, motivo per il quale è diventata un'esperta nel camuffamento. Sebbene i loro caratteri siano completamente agli antipodi, condivide un legame molto profondo con Hien, la quale è la sola persona con cui si senta tanto a suo agio da mostrarsi struccata.
Inutade (イヌタデ?, Inutade) / Hijouhi (ヒジョウヒ?, Hijōhi)
Doppiato da: Yoshino Furuya (ed. giapponese), Sara Giacopello (ed. italiana)
Ninja ogre di livello uno della famiglia Nakamoto, soprannominata solo "Tade" (タデ?, Tade). Dotata di forza e resistenza sovrumane, combatte utilizzando un kanabō ma a dispetto di della sua corporatura imponente, ha un carattere molto docile e gentile, oltre ad essere maldestra, ghiotta e un po' svampita. Cresciuta come schiava e costretta a combattere in incontri di sumo, è stata in seguito acquistata dal padre di Shuro, verso cui nutre un'immensa gratitudine per aver migliorato le sue condizioni di vita. È inoltre molto affezionata a Izutsumi.

### Altri personaggi
Thistle (シスル?, Shisuru)
Doppiato da: Yū Kobayashi (ed. giapponese), Ettore Zoppi (ed. italiana)
Un elfo incontrato per la prima volta da Laios viaggiando tra i quadri viventi e che successivamente si rivela essere lo "Stregone Folle" (狂乱の魔術師?, Kyōran no majutsu-shi) che ha incantato il dungeon. Dopo la resurrezione di Falin la fonde al drago rosso dando vita ad una chimera che incarica di trovare Re Delgal. Originariamente era un giullare presso la corte di Re Freinag, che finì per affezionarglisi e crescerlo come un figlio, facendo si che sviluppasse un rapporto fraterno con Delgal, il quale una volta salito al trono lo convinse a studiare la magia provocando involontariamente la sua discesa nella follia, che ha spinto infine l'elfo a lanciare l'incantesimo d'immortalità sul Regno d'Oro generando il dungeon.
Zon (ゾン?, Zon)
Doppiato da: Kosuke Goto (ed. giapponese), Dario Oppido (ed. italiana)
Il leader di un gruppo di orchi che abitano il dungeon, è una vecchia conoscenza di Senshi e ha numerosi figli da quattro mogli diverse. Nonostante gli iniziali dissapori, dopo aver incontrato il party di Laios stringe una sorta di riluttante alleanza con loro.
Leed (リド?, Rido)
Doppiata da: Michiyo Murase (ed. giapponese), Alessia Amendola (ed. italiana)
La sorella minore di Zon, leader a sua volta di un manipolo di orchi nonostante la giovane età. Ha una mentalità pragmatica e militare, motivo per cui resta molto colpita dal coraggio dimostratole dal gruppo di Laios nell'avventurarsi nel dungeon e li aiuta perciò a ristabilirsi dopo il loro primo incontro con lo Stregone Folle.
Delgal Merini (デルガル・メリニ?, Derugaru Merini)
Doppiato da: Tomoyuki Shimura (ed. giapponese), Massimo Bitossi (ed. italiana)
Re del Regno d'Oro e fratello putativo di Thistle. Salito al trono dopo l'avvelenamento di suo padre Freinag ad opera di un lord della sua corte, ha convinto Thistle a studiare la magia provocando la sua discesa nella pazzia e trasformandolo indirettamente nello Stregone Folle; dopo che quest'ultimo ha lanciato l'incantesimo d'immortalità su tutto il regno portando alla creazione del dungeon, sentendosi in colpa, Delgal è salito in superficie promettendo il trono a chiunque avesse sconfitto lo stregone, poco prima di morire tramutandosi in polvere.
Yaad Merini (ヤアド・メリニ?, Yaado Merini)
Doppiato da: Ayumu Murase (ed. giapponese), Riccardo Suarez (ed. italiana)
Nipote di Re Delgal e reggente del Regno d'Oro. Nonostante abbia l'aspetto di un ragazzino, a causa della maledizione di Thistle è in realtà in vita da più di mille anni, bloccato sul fondo del dungeon, come tutti gli abitanti del regno. Dopo aver incontrato il party di Laios riconosce in quest'ultimo l'eletto da una profezia a sconfiggere lo Stregone Folle e dunque gli fa promettere di compiere tale impresa liberando lui e la sua gente dall'incantesimo.
Lord dell'Isola (島主?, Shimanushi)
Doppiato da: Nobuo Tobita (ed. giapponese), Gianluca Machelli (ed. italiana)
Discendente del lord che assassinò Re Freinag, nonché attuale signore dell'isola su cui si trova il dungeon. Individuo inetto ed eternamente indeciso, ricopre il suo ruolo con scarso interesse ed estrema apatia, motivo per il quale fa affidamento su Tansu per sbrigare le questioni burocratiche. Ha diversi pregiudizi nei confronti dei nani, sviluppati dopo essere stato derubato dal padre di Namari.

## Media

### Manga
Il manga, scritto e disegnato da Ryoko Kui, è stato serializzato sulla rivista Harta di Enterbrain dal 15 febbraio 2014 al 15 settembre 2023. Il primo volume tankōbon è stato pubblicato il 15 gennaio 2015 e al 15 dicembre 2023 ne sono stati messi in vendita in tutto quattordici.
In Italia la serie è stata annunciata a novembre 2016 da Edizioni BD e pubblicata sotto l'etichetta J-Pop dal 1º febbraio 2017 al 24 aprile 2024.
La serie viene distribuita anche negli Stati Uniti da Yen Press, in Francia da Casterman, in Spagna da Milky Way Ediciones e in Cina da Chingwin Publishing Group.

#### Volumi
| 1  | 15 gennaio 2015 | ISBN 978-4-04-730153-5 | 1º febbraio 2017 | ISBN 978-88-6883-909-3 |
| 1  | Capitoli - 1. Stufato (水炊き?, Mizutaki) - 2. Crostata (タルト?, Taruto) - 3. Basilisco arrosto (ローストバジリスク?, Rōsuto Bajirisuku) - 4. Omelette (オムレツ?, Omuretsu) - 5. Fritto misto (かき揚げ?, Kakiage) - 6. Armatura ambulante I (動く鎧 1?, Ugoku yoroi 1) - 7. Armatura ambulante II (動く鎧 2?, Ugoku yoroi 2) - Supplemento. A proposito di mostri I (モンスターよもやま話 1?, Monsutā yomoyamabanashi 1)                                                                                            |                        |                  |                        |
| 2  | 12 agosto 2015 | ISBN 978-4-04-730676-9 | 26 luglio 2017   | ISBN 978-88-3275-063-8 |
| 2  | Capitoli - 8. Cavolo lesso (キャベツ煮?, Kyabetsu ni) - 9. Orchi (オーク?, Ōku) - 10. Spuntino (おやつ?, Oyatsu) - 11. Sorbetto (ソルベ?, Sorube) - 12. Cibo di corte (宮廷料理?, Kyūtei ryōri) - 13. Bollito in acqua salata (塩茹で?, Shioyude) - 14. Kelpie (水棲馬?, Kerupī) - Supplemento. A proposito di mostri II (モンスターよもやま話 2?, Monsutā yomoyamabanashi 2) |                        |                  |                        |
| 3  | 12 agosto 2016 | ISBN 978-4-04-734243-9 | 31 gennaio 2018  | ISBN 978-88-3275-238-0 |
| 3  | Capitoli - 15. Zuppa d'orzo (雑炊?, Zōsui) - 16. Anguilla alla griglia (蒲焼き?, Kabayaki) - 17. Lamponi (木苺?, Kiichigo) - 18. Carne alla griglia (焼き肉?, Yakiniku) - 19. Tentacles (テンタクルス?, Tentakurusu) - 20. Stufato (シチュー?, Shichū) - 21. Rana gigante (大ガエル?, Ōgaeru) - Supplemento. A proposito di mostri III (モンスターよもやま話 3?, Monsutā yomoyamabanashi 3) |                        |                  |                        |
| 4  | 15 febbraio 2017 | ISBN 978-4-04-734417-4 | 26 aprile 2018   | ISBN 978-88-3275-313-4 |
| 4  | Capitoli - 22. In superficie (地上にて?, Chijō nite) - 23. Drago rosso 1 (炎竜 1?, Reddo Doragon 1) - 24. Drago rosso 2 (炎竜 2?, Reddo Doragon 2) - 25. Drago rosso 3 (炎竜 3?, Reddo Doragon 3) - 26. Drago rosso 4 (炎竜 4?, Reddo Doragon 4) - 27. Drago rosso 5 (炎竜 5?, Reddo Doragon 5) - 28. Drago rosso 6 (炎竜 6?, Reddo Doragon 6) - Supplemento. A proposito di mostri IV (モンスターよもやま話 4?, Monsutā yomoyamabanashi 4)                                                                            |                        |                  |                        |
| 5  | 10 agosto 2017 | ISBN 978-4-04-734631-4 | 18 luglio 2018   | ISBN 978-88-3275-479-7 |
| 5  | Capitoli - 29. Drago rosso VII (炎竜7?, Reddo Doragon 7) - 30. Una buona medicina (良薬?, Ryōyaku) - 31. Serpente marino I (シーサーペント 前編?, Shīsāpento zenpen) - 32. Serpente marino II (シーサーペント 後編?, Shīsāpento kōhen) - 33. Driadi (ドライアド?, Doraiado) - 34. Coccatrice (コカトリス?, Kokatorisu) - 35. Pulitori (掃除屋?, Sōjiya) - Supplemento. A proposito di mostri V (モンスターよもやま話 5?, Monsutā yomoyamabanashi 5)                                                                    |                        |                  |                        |
| 6  | 13 aprile 2018 | ISBN 978-4-04-735131-8 | 31 ottobre 2018  | ISBN 978-88-3275-601-2 |
| 6  | Capitoli - 36. Pesce essiccato (みりん干?, Mirin hi) - 37. Arpia (ハーピー?, Hāpī) - 38. Chimera (キメラ?, Kimera) - 39. Mutaforma I (シェイプシフター ‐１‐?, Sheipu Shifutā ‐1‐) - 40. Mutaforma II (シェイプシフター ‐２‐?, Sheipu Shifutā ‐2‐) - 41. Yamanba (山姥?, Yamanba) - 42. Incubi (夢魔?, Muma) - Supplemento. A proposito di mostri VI (モンスターよもやま話 6?, Monsutā yomoyamabanashi 6) |                        |                  |                        |
| 7  | 12 aprile 2019 | ISBN 978-4-04-735639-9 | 28 agosto 2019   | ISBN 978-88-3275-935-8 |
| 7  | Capitoli - 43. Golem di ghiaccio (アイスゴーレム?, Aisu Gōremu) - 44. Barometz (バロメッツ?, Baromettsu) - 45. Uova (卵?, Tamago) - 46. Il villaggio dorato (黄金郷?, Ōgonkyō) - 47. Grifone (グリフィン?, Gurifin) - 48. Famigli (使い魔?, Tsukaima) - 49. Zuppa di grifone (グリフィンのスープ?, Gurifin no Sūpu) - Supplemento. A proposito di mostri VII (モンスターよもやま話 7?, Monsutā yomoyamabanashi 7) |                        |                  |                        |
| 8  | 14 settembre 2019 | ISBN 978-4-04-735626-9 | 9 dicembre 2020  | ISBN 978-88-349-0405-3 |
| 8  | Capitoli - 50. Dumpling I (ダンプリング ‐１‐?, Danpuringu ‐1‐) - 51. Dumpling II (ダンプリング ‐２‐?, Danpuringu ‐2‐) - 52. Uova e pancetta (ベーコンエッグ?, Bēkon'Eggu) - 53. Al primo piano I (地下１階にて ‐１‐?, Chika 1-kai nite ‐1‐) - 54. Al primo piano II (地下１階にて ‐２‐?, Chika 1-kai nite ‐2‐) - 55. Al primo piano III (地下１階にて ‐３‐?, Chika 1-kai nite ‐3‐) - 56. Bicorno (バイコーン?, Baikōn) - Supplemento. A proposito di mostri VIII (モンスターよもやま話 8?, Monsutā yomoyamabanashi 8)  |                        |                  |                        |
| 9  | 15 maggio 2020 | ISBN 978-4-04-736116-4 | 30 giugno 2021   | ISBN 978-88-349-0656-9 |
| 9  | Capitoli - 57. Capo bollito (兜煮?, Kabutoni) - 58. Succubus I (サキュバス 前編?, Sakyubasu zenpen) - 59. Succubus II (サキュバス 後編?, Sakyubasu kōhen) - 60. Il leone alato (有翼の獅子?, Yū tsubasa no shishi) - 61. Fungo ambulante allo spiedo (焼き歩き茸?, Yaki aruki take) - 62. Sei giorni (６日間?, 6-kakan) - Supplemento. A proposito di mostri IV (モンスターよもやま話 9?, Monsutā yomoyamabanashi 9)                                                                                                   |                        |                  |                        |
| 10 | 13 febbraio 2021 | ISBN 978-4-04-736274-1 | 22 dicembre 2021 | ISBN 978-88-349-0855-6 |
| 10 | Capitoli - 63. Confit (コンフィ?, Konfi) - 64. Coniglio I (ウサギ ‐１‐?, Usagi ‐1‐) - 65. Coniglio II (ウサギ ‐２‐?, Usagi ‐2‐) - 66. Curry I (カレー ‐１‐?, Karē ‐1‐) - 67. Curry II (カレー ‐２‐?, Karē ‐2‐) - 68. Sisl I (シスル ‐１‐?, Shisuru ‐1‐) - 69. Sisl II (シスル ‐２‐?, Shisuru ‐2‐) - Supplemento. A proposito di mostri IX (モンスターよもやま話 10?, Monsutā yomoyamabanashi 10) |                        |                  |                        |
| 11 | 15 settembre 2021 | ISBN 978-4-04-736622-0 | 5 luglio 2023    | ISBN 978-88-349-2165-4 |
| 11 | Capitoli - 70. Sisl 3 (シスル ‐３‐?, Shisuru ‐3‐) - 71. Sisl 4 (シスル ‐４‐?, Shisuru ‐4‐) - 72. Sisl 5 (シスル ‐５‐?, Shisuru ‐5‐) - 73. Bavarese (ババロア?, Babaroa) - 74. Lyrique-mèmoire (リリクムムアレ?, Ririku Mumuare) - 75. La padrona del labirinto I (迷宮の主 ‐１‐?, Meikyū no omo ‐1‐) - 76. La padrona del labirinto II (迷宮の主 ‐２‐?, Meikyū no omo ‐2‐) - Supplemento. A proposito di mostri XI (モンスターよもやま話 11?, Monsutā yomoyamabanashi 11)                                              |                        |                  |                        |
| 12 | 10 agosto 2022 | ISBN 978-4-04-737046-3 | 10 gennaio 2024  | ISBN 978-88-349-1345-1 |
| 12 | Capitoli - 77. Il labirinto I (迷宮?, Meikyū) - 78. Il labirinto II (迷宮 2?, Meikyū 2) - 79. I parassiti (寄生虫?, Kiseichū) - 80. La catena alimentare (食物連鎖?, Shokumotsu rensa) - 81. La cucina locale (郷土料理?, Kyōdo ryōri) - 82. Marcille I (マルシル?, Marushiru) - 83. Marcille II (マルシル 2?, Marushiru 2) - 84. Marcille III (マルシル 3?, Marushiru 3) - 85. Marcille IV (マルシル 4?, Marushiru 4) - Supplemento. A proposito di mostri XII (モンスターよもやま話 12?, Monsutā yomoyamabanashi 12) |                        |                  |                        |
| 13 | 15 dicembre 2023 | ISBN 978-4-04-737456-0 | 24 aprile 2024   | ISBN 978-88-349-2667-3 |
| 13 | Capitoli - 86. Il leone alato (翼獅子?, Tsubasa shishi) - 87. Il leone alato II (翼獅子 2?, Tsubasa shishi 2) - 88. Il leone alato III (翼獅子 3?, Tsubasa shishi 3) - 89. Il leone alato IV (翼獅子 4?, Tsubasa shishi 4) - 90. Il leone alato V (翼獅子 5?, Tsubasa shishi 5) - 91. Il leone alato VI (翼獅子 6?, Tsubasa shishi 6) - Supplemento. A proposito di mostri XIII (モンスターよもやま話 13?, Monsutā yomoyamabanashi 13)                                                                                 |                        |                  |                        |
| 14 | 15 dicembre 2023 | ISBN 978-4-04-737740-0 | 24 aprile 2024   | ISBN 978-88-349-2668-0 |
| 14 | Capitoli - 92. L'isola (島?, Shima) - 93. Farin I (ファリン 1?, Farin 1) - 94. Farin II (ファリン 2?, Farin 2) - 95. Farin III (ファリン 3?, Farin 3) - 96. Farin IV (ファリン 4?, Farin 4) - 97. Dungeon Food (ダンジョン飯?, Danjon meshi) - Supplemento. A proposito di mostri XIV (モンスターよもやま話 14?, Monsutā yomoyamabanashi 14) |                        |                  |                        |

### Anime

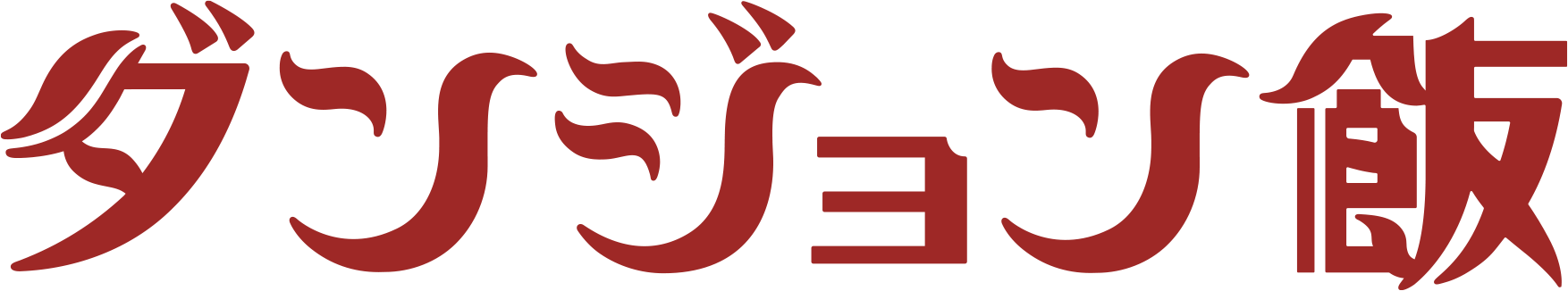
Logo originale

Nell'agosto 2022 è stato annunciato che il manga sarebbe stato adattato in una serie televisiva anime prodotta dallo studio Trigger. La serie è diretta da Yoshihiro Miyajima, sceneggiata da Kimiko Ueno, presenta il character design curato da Naoki Takeda e la colonna sonora composta da Yasunori Mitsuda e Shunsuke Tsuchiya. L'anime è stato trasmesso in Giappone dal 4 gennaio al 13 giugno 2024 su Tokyo MX e altre reti. La sigla d'apertura è Sleep Walking Orchestra dei Bump of Chicken mentre quella di chiusura è Party!! dei Ryokuoushoku Shakai.
La serie è stata pubblicata a livello internazionale su Netflix in simuldub col Giappone.
Al termine della trasmissione dell'ultimo episodio è stata annunciata la seconda stagione.

#### Episodi
| Nº | Titolo italiano Giapponese 「Kanji」 - Rōmaji | In onda          | In onda          |
| Nº | Titolo italiano Giapponese 「Kanji」 - Rōmaji | Giapponese       | Italiano         |
| 1  | Hot pot 「水炊き」 - MizutakiTortino 「タルト」 - Taruto | 4 gennaio 2024   | 4 gennaio 2024   |
| 1  | Dopo un incontro ravvicinato con un leggendario drago rosso in un dungeon, l'avventuriero Laios Touden e il suo gruppo sono stati quasi uccisi, finché sua sorella Falin non è stata inghiottita dal drago. Il suo ultimo gesto eroico è stato quello di teletrasportare tutti al sicuro fuori dal dungeon. Laios spera di riuscire a recuperare Falin prima che venga completamente digerita, così da poterla resuscitare, ma deve farlo prima che sia troppo tardi, o la sua morte sarà definitiva. Purtroppo, due membri del gruppo decidono di abbandonare la missione, lasciando solo la maga elfica Marcille Donato e il ladro halfling Chilchuck Tims, e con poche risorse economiche. Per sopravvivere, senza la possibilità di vendere l'equipaggiamento, Laios suggerisce una soluzione radicale: cacciare e mangiare i mostri del dungeon. Dopo aver passato un po' di tempo a convincere Marcille, alla fine accettano di provarci. Il loro primo tentativo di cucinare uno scorpione mostruoso si rivela disgustoso, ma attira l'attenzione di Senshi, un guerriero nano veterano nell'arte culinaria dei mostri. Con il suo aiuto, riescono a preparare una pentola calda di scorpioni e funghi che anche Marcille, inizialmente riluttante, trova sorprendentemente deliziosa. Imparando a muoversi più a fondo nel dungeon, il gruppo si prepara per la notte, mentre Senshi, che si è unito al gruppo, prepara una cena speciale: una crostata a base di frutti provenienti da giganteschi mostri vegetali carnivori. |                  |                  |
| 2  | Basilisco arrosto 「ローストバジリスク」 - Rōsuto BajirisukuOmelette 「オムレツ」 - OmuretsuKakiage 「かき揚げ」 - Kakiage | 11 gennaio 2024  | 11 gennaio 2024  |
| 2  | Senshi tiene una lezione al gruppo sulla tipica dieta degli avventurieri, che di solito è ricca di grassi e povera di verdure. Poiché Marcille ha voglia di carne, Senshi suggerisce di cacciare un basilisco e le sue uova. Durante la battuta di caccia, un altro avventuriero viene avvelenato, ma Senshi, con la sua esperienza, dimostra che cucinare e mangiare il basilisco funge da antidoto al veleno. Dopo aver soddisfatto il bisogno di carne, il gruppo si rende conto della mancanza di verdure. Senshi si avventura quindi a raccogliere mandragole urlanti utilizzando un metodo "scorciatoia" che però sembra pericoloso. Marcille, desiderosa di fare la cosa giusta, tenta di raccogliere le mandragole nel modo corretto, ma finisce per sbagliare, venendo attaccata da un mostro pipistrello. Laios, per consolarla, le ricorda le sue capacità e le cose in cui eccelle, facendola sentire meglio. Senshi, osservando il risultato, scopre che raccogliere le mandragole nel modo giusto le rende più dolci. Così, con una risata, attribuisce a Marcille il merito di avergli insegnato qualcosa di nuovo, e il gruppo si prepara a mangiare una frittata fatta con uova di mandragola e basilisco. Nel proseguire l'avventura, il gruppo si trova in una zona piena di trappole esplosive. Chilchuck prende il comando, forte della sua esperienza da ladro. Tuttavia, Senshi, divertito dalla situazione, inizia a far esplodere le trappole di proposito, creando un bel caos. Nonostante tutto, riesce a sfruttare una trappola per il fuoco e una trappola per olio bollente per improvvisare una friggitrice e preparare un kakiage di carne di mandragola e pipistrello. Durante questa impresa, i due si avvicinano maggiormente, apprezzandosi reciprocamente. Chilchuck, soddisfatto del risultato, insegna a Senshi alcune tecniche di manipolazione delle trappole, mentre Senshi ricambia con lezioni culinarie di base, consolidando una nuova alleanza tra di loro. |                  |                  |
| 3  | Armature viventi 「動く鎧」 - Ugoku yoroi | 18 gennaio 2024  | 18 gennaio 2024  |
| 3  | Quando la spada di Laios viene danneggiata, il pensiero corre a come l'aveva trovata per la prima volta. Tre anni fa, lui e sua sorella Falin erano ancora novizi, e in un incontro con un mostro dell'armatura vivente, Laios era stato ucciso per la prima volta. Tuttavia, una volta risuscitato, aveva mantenuto la spada dell'armatura. Ora, per caso, il gruppo si trova nello stesso luogo in cui le armature si riuniscono, e viene circondato da esse. Marcille, con la sua intuizione magica, sospetta che le armature non siano mostri veri e propri, ma marionette vuote controllate da un altro mostro. Laios si scontra con un'armatura più grande che custodisce una cassa contenente delle uova. Durante lo scontro, la sua spada danneggiata viene distrutta, ma grazie alla sua esperienza, si rende conto che i pezzi dell'armatura non sono semplici metalli, ma gusci di dozzine di piccoli mostri simili a molluschi. Improvvisamente ispirato, Laios usa uno degli uova come esca, riuscendo a sconfiggere l'armatura più grande. Poi, con una manovra astuta, distrae le armature più piccole e il gruppo riesce a fuggire in sicurezza. Senshi, che nel frattempo ha sviluppato un approccio molto pragmatico nei confronti dei mostri, decide di trattare i resti delle armature come crostacei giganti. Rimuove tutti i mostri dai gusci delle armature e li cucina in vari modi. Nonostante siano commestibili, i risultati variano molto a seconda del metodo di cottura, portando a piatti che vanno dal delizioso al... decisamente meno appetitoso. Nel frattempo, Laios trova una nuova spada tra i resti dell'armatura distrutta, una spada molto più forte e resistente. Tuttavia, prende una decisione strana: decide di non rivelare agli altri che un mostro è ancora vivo nel manico della nuova spada, nascondendo la verità per motivi che non è ancora del tutto pronto a condividere. |                  |                  |
| 4  | Cavolo stufato 「キャベツ煮」 - Kyabetsu niOrchi 「オーク」 - Ōku | 25 gennaio 2024  | 25 gennaio 2024  |
| 4  | Senshi rivela al gruppo che il terzo piano del dungeon è popolato esclusivamente da non morti e golem. Fortunatamente, i golem sono fatti di fango, materiale perfetto per la coltivazione di ortaggi, quindi Senshi ne tiene tre nel suo accampamento segreto. Dopo aver assaporato il cavolo stufato preparato con le verdure coltivate, Marcille è disgustata dalla rivelazione che Senshi utilizza i rifiuti del gabinetto come fertilizzante. Senshi, senza esitazioni, spiega che l'unica cosa che impedisce ai mostri più pericolosi di salire verso la superficie sono proprio i golem, ma solo i suoi tre sono riusciti a sopravvivere. Mantenendoli in salute, riesce a tenere al sicuro gli avventurieri sui piani superiori del dungeon. Con le verdure in eccesso, il gruppo si reca da un mercante, ma il negozio viene improvvisamente attaccato da orchi guidati dal capo Zon. Si scopre che Senshi aveva sempre avuto intenzione di fare affari con gli orchi, dato che sono suoi vecchi amici. Gli orchi, infatti, stanno affrontando gravi difficoltà poiché il drago rosso sta invadendo il loro territorio. Senshi, approfittando della situazione, consegna loro le verdure e, con un sorriso, mostra loro come preparare il pane. Nel frattempo, Marcille e Zon iniziano a litigare a causa dei conflitti passati tra le loro specie, ma quando il figlio neonato di Zon interrompe la discussione, i due riescono finalmente a trovare un terreno comune e a condividere un pasto. Durante la cena, Laios, nel tentativo di spiegare meglio la loro missione, racconta il motivo per cui stanno dando la caccia al drago rosso e il loro obiettivo di conquistare il dungeon. Alla fine, Zon, riconoscendo la determinazione del gruppo, rivela che il drago rosso è stato visto l'ultima volta due piani più in basso, al quinto piano del dungeon. |                  |                  |
| 5  | Snack 「おやつ」 - O yatsuSorbetto 「ソルベ」 - Sorube | 1º febbraio 2024 | 1º febbraio 2024 |
| 5  | Un altro gruppo di avventurieri, guidato da Kabru, sta tentando di conquistare il dungeon. Dopo aver ucciso un non morto, Kabru e i suoi compagni trovano un tesoro nelle tasche della creatura. Tuttavia, poco dopo, Laios e il suo gruppo si imbattono nei corpi senza vita di Kabru e dei suoi compagni, trovandoli misteriosamente morti. Nel frattempo, il mostro nascosto nel manico della spada di Laios inizia a impazzire. Si scopre che il tesoro trovato da Kabru non era altro che un gruppo di insetti velenosi noti come "Insetti Tesoro". Dopo averli sconfitti, Laios continua a nascondere la verità riguardo al mostro nella sua spada, nonostante l'agitazione crescente. Con grande orrore di Marcille, Senshi rivela che alcuni degli insetti, se trattati correttamente, sono commestibili e possono essere trasformati in uno snack fritto. Chilchuck, disgustato, getta il tesoro non commestibile in un abisso, ma Senshi lo sorprende dicendo che in realtà si trattava di un vero tesoro, perché gli insetti non sono mangiabili. Laios, intuendo che il mostro nella sua spada potrebbe aver cercato di proteggerlo, decide di chiamarlo Kensuke. Proseguendo il loro cammino, il gruppo viene attaccato da fantasmi che utilizzano magia del ghiaccio per congelarli. Questo fa riaffiorare nei ricordi di tutti i membri del gruppo la figura di Falin, che trattava sempre i fantasmi con gentilezza, in quanto era in grado di comunicare con loro. Senshi, con la sua astuzia, scaccia i fantasmi usando la sua versione di acqua santa: un mix di alcol, zucchero, organi di melma, erbe e dolci insetti tesoro, bolliti su candele benedette. Nonostante l’efficacia della sua "acqua santa", i fantasmi si disperdono, ma Senshi fa una scoperta sorprendente: la fredda magia del ghiaccio dei fantasmi ha trasformato l’acqua santa in un gelato, che soprannomina "Sorbetto dell'Esorcista". In quel momento, Laios non può fare a meno di pensare a Falin, e desidera che fosse lì con loro per aiutarli a superare quella situazione. |                  |                  |
| 6  | Cucina di corte 「宮廷料理」 - Kyūtei ryōriBollito in acqua salata 「塩茹で」 - Shioyude | 8 febbraio 2024  | 8 febbraio 2024  |
| 6  | Il gruppo scopre una sala da pranzo in disuso, ma presto si rende conto che i dipinti alle pareti sono in realtà mostri chiamati Living Picture. Laios, curioso, decide di vedere se essere assorbiti dai dipinti possa rendere commestibile il cibo che vi appare. Passando da un quadro all’altro, assiste a scene della vita di un principe di nome Delgal. In ogni dipinto, Laios incontra un elfo che sembra ricordarsi di lui, ma alla fine, l'elfo cerca di ucciderlo, convinto che Laios sia lì per assassinare Delgal. Dopo aver capito che il cibo nei dipinti non è vero e che tutto è una trappola, il gruppo rimane affamato e decide di accamparsi per la notte. Durante la sosta, Chilchuck nota la presenza di un Mimic nascosto, ma non dice nulla, disprezzando questi mostri per il loro solito travestirsi da scrigni del tesoro. Tuttavia, mentre tutti dormono, Chilchuck viene attirato accidentalmente nella stanza del Mimic da uno degli insetti del tesoro, rimanendo intrappolato. Cercando di capire come uscire, riesce a sfuggire al Mimic, che viene schiacciato dalla porta che si chiude dietro di lui. Quando il gruppo si sveglia, Senshi si rende conto che il Mimic, una volta rivelato, non è altro che un gigantesco granchio, e decide di bollirlo in acqua salata. Nonostante la riluttanza di Chilchuck, che ha sempre odiato i Mimic, si trova costretto a mangiarlo. Durante il pasto, ammette anche una verità personale: ha 28 anni e presto ne compirà 29, il che significa che, sorprendentemente, Laios è il membro più giovane del gruppo. |                  |                  |
| 7  | Kelpie 「水棲馬」 - SuiseibaPorridge 「雑炊」 - ZōsuiAlla griglia con salsa 「蒲焼き」 - Kabayaki | 15 febbraio 2024 | 15 febbraio 2024 |
| 7  | Kabru e il suo gruppo vengono misteriosamente resuscitati e indotti a credere che siano stati uccisi dal gruppo di Laios. Nel frattempo, al quarto piano del dungeon, il gruppo di Laios deve attraversare un lago usando la magia. Tuttavia, Senshi rifiuta, rivelando che la magia non funziona su di lui a causa della grande quantità di sangue di mostro e olio nella sua barba. Quando evoca il suo kelpie domestico, Anne, lei cerca astutamente di affogarlo. Con l’aiuto di Laios, Senshi riesce a uccidere Anne e a superare il pericolo. Poco dopo, Laios e Chilchuck scoprono che il gruppo di Kabru è morto di nuovo, questa volta annegato dalle sirene. Chilchuck rifiuta con decisione l'idea di Laios di mangiare i corpi dei compagni di Kabru. Invece, Laios prepara un porridge utilizzando il grano caduto dai corpi di Kabru, il mimo e le erbacce del lago. Tuttavia, Chilchuck è furioso quando Laios aggiunge segretamente uova di sirena al porridge. Marcille, nel frattempo, produce del sapone usando il grasso di kelpie, e Senshi ne approfitta per fare il bagno per la prima volta dopo anni, un gesto che sorprende tutti. Dopo il bagno, Senshi riesce finalmente a pulirsi e a consentire al gruppo di attraversare il lago senza problemi. Non molto tempo dopo, il gruppo viene attaccato da un kraken. Senshi, tuttavia, riesce a ucciderlo usando il tridente di una sirena. Purtroppo, a causa dell'amarezza del kraken, il gruppo è costretto a mangiare invece i vermi parassiti giganti che infestano il corpo del mostro. Quando Laios, un po' troppo impaziente, tenta di mangiarli crudi, viene infettato da un verme più piccolo, che gli causa un forte mal di stomaco. |                  |                  |
| 8  | Lamponi 「木苺」 - KiichigoCarne grigliata 「焼き肉」 - Yakiniku | 22 febbraio 2024 | 22 febbraio 2024 |
| 8  | Mentre il gruppo si muove più in profondità nel dungeon, Marcille riflette sugli effetti degli avventurieri sull'ecosistema del sotterraneo. I suoi pensieri la riportano alla sua giovinezza, quando, da studentessa dell'accademia, sognava di creare un dungeon equilibrato, sicuro per gli avventurieri. Al contrario, Falin era sempre senza scopo e facilmente distratta, ma otteneva risultati migliori sgattaiolando fuori per esplorare e sperimentare in un vero dungeon. Un giorno, Marcille l'accompagnò in un viaggio e si rese conto che anche i dungeon che sembravano caotici erano, in realtà, delicatamente bilanciati. Progettare un dungeon da sola, come aveva un tempo pensato, si rivelò essere molto più complesso di quanto avesse mai immaginato. Questo le diede un grande rispetto per lo stregone che, presumibilmente, aveva creato questo dungeon, nonostante fosse, apparentemente, pazzo. Nel frattempo, Chilchuck calcola che manchino solo due giorni al drago rosso e decide di pianificare con attenzione il loro programma di sonno per garantire che siano tutti riposati per il grande confronto. Marcille, però, non riesce a non pensare alle altre ragazze del gruppo. La loro assenza la fa arrabbiare, ricordando anche i membri del gruppo che si sono dimessi dopo la morte di Falin, un dolore che ancora le pesa. Poco dopo, Marcille provoca accidentalmente un'Ondina, un mostro d’acqua, durante una delle sue esperimentazioni. La creatura si infuria e, purtroppo, Marcille si ritrova a dover fuggire. Il suo corpo è debole per la perdita di sangue, e la magia che utilizza per riprendersi si esaurisce rapidamente, rallentando il progresso del gruppo. Per aiutarla a riprendersi, Senshi prepara uno dei suoi piatti più nutrienti, una porzione di fegato di kelpie alla griglia, ricco di ferro. Tuttavia, Marcille si arrabbia quando nota che tutto il resto della carne più gustosa viene mangiata dagli altri senza che lei possa provarne nemmeno un morso. Nel frattempo, mentre cucinano, il gruppo attira l'attenzione di un altro gruppo di avventurieri che, incuriositi, si avvicinano. La situazione si complica ulteriormente, ma nessuno nel gruppo di Laios sembra pronto ad affrontare questa nuova sfida. |                  |                  |
| 9  | Tentacoli 「テンタクルス」 - TentakurusuStufato 「シチュー」 - Shichū | 29 febbraio 2024 | 29 febbraio 2024 |
| 9  | Il gruppo di Laios si imbatte in un altro gruppo di avventurieri, composto da Mr. e Mrs. Tansu, due gnomi ricercatori, le loro guardie del corpo Kaka e Kiki, e la femmina nana Namari. Marcille, tuttavia, è scontenta della loro comparsa, poiché Namari è uno dei membri del loro gruppo che si è dimesso dopo la morte di Falin. I Tansus, con la loro arroganza, sono convinti che l'Ondina non li attaccherà e, nella loro presunzione, finiscono per provocare la morte di Namari. Dopo averla resuscitata, l'impazienza del signor Tansu porta alla tragica attacco di Kiki da parte di un mostro tentacolare. Dopo aver sconfitto la creatura, Senshi scopre che i tentacoli del mostro si abbinano bene con l’aceto, un ingrediente che lui stesso potrebbe utilizzare. Poiché l'Ondina non si calmerà per una settimana, i Tansus decidono di tornare in superficie, ma Laios cerca di convincere Marcille a unirsi a loro. Tuttavia, Marcille rifiuta, non volendo allontanarsi dal gruppo. Desiderosa di aiutare, Marcille si rivolge a Namari, chiedendole di unirsi al loro gruppo. Namari, però, risponde che non può farlo a causa di difficoltà finanziarie. Nel frattempo, per recuperare la sua magia e risolvere il problema, Marcille arriva alla conclusione che l'unico modo per farlo è mangiare l'Ondina. Senshi, sempre pronto a usare gli strumenti più creativi, offre la sua pentola e il coperchio come scudo, rivelando che questi oggetti sono forgiati con un materiale resistente e perfetto per affrontare il pericolo. Namari e Senshi uniscono le forze per intrappolare e uccidere l'Ondina, facendola bollire, e Marcille si occupa di trasformarla in uno stufato ricco di kelpie e tentacoli. Prima di partire, Laios chiede a Namari informazioni sull'altro ex membro del gruppo, Shuro. Namari rivela che Shuro, essendo innamorato di Falin, crede fermamente che stia cercando di salvarla, proprio come loro. |                  |                  |
| 10 | Rane giganti 「大ガエル」 - Dai gaeruIn superficie 「地上にて」 - Chijō nite | 7 marzo 2024     | 7 marzo 2024     |
| 10 | Mentre il gruppo cerca di raggiungere il quinto piano del dungeon, viene improvvisamente attaccato da mostri rana mentre attraversano una scala infestata da tentacoli. Chilchuck scopre che la pelle di rana è immune al veleno dei tentacoli, il che gli permette di strappare un tentacolo che bloccava una trappola per balestra, uccidendo così l'ultima rana. Per aggirare i tentacoli, Laios produce degli abiti da rana come protezione, mentre Senshi prepara un piatto a base di tentacoli e carne di rana, facendo della pasta con gli ingredienti a disposizione. Arrivando infine nella Città del Castello, il gruppo trova la roccaforte abbandonata degli orchi. Laios è perplesso sul perché il drago si stia ancora muovendo da un posto all'altro senza apparente motivo. Nel frattempo, il signor Tansu fa rapporto al signore locale, rivelando che è recentemente arrivata una richiesta dal Re degli Elfi: il re vuole che le terre un tempo appartenenti agli elfi, inclusi i dungeon, vengano restituite. Tansu sospetta che gli elfi siano interessati all'incantesimo unico dell'immortalità custodito nel dungeon. Poiché l'incantesimo è probabilmente tenuto dallo stregone pazzo che ha creato il dungeon, il signore locale decide di sostenere gli avventurieri e ritardare l'arrivo degli elfi finché non avranno sconfitto lo stregone. Nel frattempo, nel dungeon, Laios comincia a rendersi conto di quanto sarà difficile affrontare e uccidere il drago senza la presenza di Falin, Namari e Shuro, che sono ormai separati dal gruppo. Si decide quindi di cambiare approccio e, invece di cercare di uccidere il drago direttamente, il piano diventa quello di attirarlo e intrappolarlo. Alla fine, il drago appare finalmente dopo che Senshi ha cucinato delle cotolette di carne di rana, segnando un nuovo capitolo nell’avventura del gruppo. |                  |                  |
| 11 | Drago Rosso I 「炎竜１」 - Honō ryū 1 | 14 marzo 2024    | 14 marzo 2024    |
| 11 | Il piano del gruppo va completamente storto quando Laios, nel tentativo di usare lo scudo della pentola come protezione, lo lascia cadere a causa del potente soffio di fuoco del drago. Questo costringe il gruppo a guidare il drago verso una trappola che Marcille aveva preparato, ma quando anche questa fallisce, Kensuke si fa prendere dal panico e salta fuori dalla portata del drago, lasciando Laios disarmato. Nel frattempo, l'ascia di Senshi si frantuma sulle impenetrabili scaglie del drago, senza alcun effetto. Fortunatamente, il coltello da chef di Senshi, forgiato in mithril, si rivela più efficace. Chilchuck riesce a usarlo per accecare l'occhio sinistro del drago, distraendo temporaneamente la creatura. Approfittando del momento, Chilchuck e Senshi afferrano Kensuke e lo lanciano verso Laios, il quale riesce a prenderlo al volo, ma il gruppo viene presto sepolto sotto le macerie scatenate dal drago furioso. Con l'aiuto della magia di Marcille, Laios riesce infine a colpire il drago con un colpo mortale. Tuttavia, il costo della vittoria è alto: Laios perde una gamba nel processo. Mentre giace a terra, Laios ricorda quando ha scoperto per la prima volta che Falin aveva il dono di comunicare con i fantasmi, un potere che aveva usato per salvarlo. Ma in quel momento di crisi, Laios sente Falin dirgli addio, confusa e rammaricata, dicendogli di non preoccuparsi per lei. Dopo che Marcille ha usato la sua magia per guarire tutti, Chilchuck chiede a Laios di spiegare finalmente il mistero della sua spada, ormai visibilmente danneggiata. Il gruppo si concentra quindi sul corpo del drago, iniziando a scolpirlo con cura per raccogliere gli organi e altre risorse utili. Ma ciò che trovano, con loro grande orrore, è che il drago rimane sveglio più a lungo del previsto, accelerando il processo di digestione. Alla fine, scoprono solo il bastone magico di Falin e il suo scheletro, ormai ridotto a ossa. |                  |                  |
| 12 | Drago Rosso II 「炎竜２」 - Honō ryū 2 | 21 marzo 2024    | 21 marzo 2024    |
| 12 | La situazione diventa sempre più complessa quando Marcille, in preda alla disperazione, decide di prendere una decisione drastica. Non potendo portare le ossa di Falin in superficie né chiedere aiuto a un negromante, decide di eseguire un incantesimo proibito usando la carne del drago per far ricrescere le parti mancanti del corpo di Falin. La magia che Marcille usa è l'antica magia nera, un incantesimo raro e pericoloso che solitamente evita di utilizzare perché associato al male. Ma, con la perdita di Falin, Marcille non ha altra scelta. Riassemblando il corpo scheletrico di Falin, Marcille esegue l'incantesimo e, con sua grande sorpresa, Falin si risveglia. Nonostante la sua confusione iniziale, Falin si riprende rapidamente. Nel frattempo, Marcille e Falin si concedono un bagno rigenerante per liberarsi dalle fatiche e dalle ferite del dungeon, mentre Laios si preoccupa della loro sicurezza e di come tornare in superficie. Chilchuck, tuttavia, è combattuto nel sapere che Marcille ha usato una magia considerata illegale. Il peso della sua scelta grava su di lui, ma non può fare altro che accettare la situazione, almeno per ora. Nel frattempo, Senshi si prepara a cucinare il drago che hanno sconfitto, ma ignora che il combustibile che ha creato l'alito di fuoco del drago è fuoriuscito, scatenando una gigantesca esplosione. Fortunatamente, grazie all'abilità di Falin, che sembra aver usato una magia misteriosa senza incantesimi, tutti sopravvivono senza danni gravi. Con il drago ora in fiamme, Senshi non perde tempo e si dedica alla preparazione di zuppa di drago, pizze e bistecche. Falin, che è abituata a mangiare mostri, accetta senza esitazioni i piatti preparati da Senshi, e questo entusiasmo di Falin per il cibo incoraggia anche Laios a rivelare finalmente la verità su Kensuke. Nessuno sa bene cosa fare con lui, ma per ora Laios decide di tenerlo con sé, in attesa di decidere cosa fare in futuro. La notte scende e, mentre il gruppo si riposa, un elfo solitario trova il cadavere del drago e i resti dell'incantesimo proibito di Marcille. Questo incontro potrebbe segnare l'inizio di nuovi pericoli, poiché la magia oscura che Marcille ha usato non è qualcosa che può passare inosservato |                  |                  |
| 13 | Drago Rosso III 「炎竜3」 - Honō ryū 3Buona medicina 「良薬」 - Ryōyaku | 28 marzo 2024    | 28 marzo 2024    |
| 13 | La situazione si complica ulteriormente quando Falin, ancora in uno stato di confusione, cammina sonnambula verso il cadavere del drago. Lì, trova un elfo, visibilmente arrabbiato per non essere riuscito a localizzare Lord Delgal, un obiettivo che lo ha ossessionato. Laios, guardando meglio, riconosce l'elfo come uno degli esseri dei Mostri Immagine Viventi, ormai rivelato come lo stregone pazzo che ha costruito il dungeon stesso. Questo stregone è ora ancora più pericoloso di quanto potessero immaginare, e la sua magia antica, simile a quella che Marcille ha usato, diventa evidente. L'elfo, sfruttando la carne di drago, utilizza un incantesimo potente che trasforma Falin in una nuova forma, permettendole di localizzare Delgal. È un potere che non solo rivela la natura del legame tra Falin e il drago, ma cambia il corso della sua missione, indirizzandola verso un obiettivo misterioso. Nel frattempo, il resto del gruppo viene catturato da un gruppo di orchi, guidati dalla sorella di Zon, Leed. La tensione tra i membri del gruppo cresce quando Marcille e Laios vengono fatti prigionieri, e Chilchuck si trova costretto a prendere una decisione difficile. Dopo una breve discussione, Chilchuck suggerisce di mentire a Leed e agli orchi, cercando di convincerli a tornare in superficie piuttosto che salvare Falin, sperando così di evitare ulteriori pericoli. Leed, pur disgustata dalla proposta, accetta di portare il gruppo a recuperare gli effetti personali di Falin e degli altri, affinché possano andarsene da soli. La situazione si fa più angosciante quando Chilchuck nota che il cadavere del drago è ormai scomparso completamente, come se fosse stato inghiottito dal dungeon stesso. La magia dello stregone, o forse l'intervento di altri fattori sconosciuti, ha portato via ogni traccia del drago, lasciando solo il vuoto. Leed poi chiede a Chilchuck di raccontare la storia di come il gruppo ha ucciso il drago. Mentre racconta, Chilchuck inizia a riflettere profondamente. Si rende conto che la sua vera paura non è solo quella di morire, ma di vedere i suoi amici morire. La consapevolezza di questa fragilità lo colpisce duramente, e un senso di impotenza lo attraversa. Dopo aver recuperato gli effetti personali di tutti i membri del gruppo, Chilchuck cerca di convincere Laios a seguire il suo piano, sperando che lo faccia per il bene del gruppo e per la loro salvezza. Quando Senshi approva l'idea, Laios, seppur riluttante, decide di accettarla, pur essendo consapevole che la strada che si sta per intraprendere potrebbe essere quella di un destino irreversibile. |                  |                  |
| 14 | Serpente di mare 「シーサーペント」 - Shī Sāpento | 4 aprile 2024    | 4 aprile 2024    |
| 14 | Nel flashback, il signore e la signora Tansu avevano resuscitato Kabru e il suo gruppo, ma la situazione si era rapidamente trasformata in un incubo. Senza cibo e intrappolati nel dungeon, avevano cercato di tornare in superficie, ma avevano incontrato un incantesimo di illusione che li aveva fatti vedere l'uno come nemico dell'altro. La percezione della realtà era distorta, e quando Kabru se ne rese conto, scoprì che la causa di tutto ciò erano i recuperatori di cadaveri del labirinto. Questi recuperatori non solo avevano ingannato i gruppi di avventurieri, ma avevano anche alimentato un ciclo di truffe che impediva agli avventurieri di entrare nel dungeon con l'intento di conquistarli. Dopo averli uccisi, Kabru non si sentì soddisfatto, ma piuttosto depresso. Si rese conto che il gioco delle truffe stava creando un ciclo di sfiducia, in cui pochi avventurieri si prendevano la briga di entrare in un dungeon come quello, con la paura di incontrare una morte certa, causata da inganni o dalla violenza di altri gruppi. Kabru, ormai in preda alla riflessione, raccolse i dettagli sui ladri e trasse una conclusione: i colpevoli di quelle truffe erano probabilmente il party di Laios. Con una mente acuta e un intuito incredibile, Kabru dedusse che Laios non solo voleva conquistare il dungeon, ma che, nonostante le sue intenzioni, non sarebbe stato in grado di gestire un dungeon e le sue risorse senza causare danni alla società della superficie. Kabru si trovò a domandarsi se Laios fosse pronto per la sfida di governare un tale potere, e come avrebbe gestito un'impresa così complessa. Proprio quando la situazione sembrava disperata, il gruppo di Kabru fu attaccato da un serpente marino, ma fu salvato da Shuro, che era accompagnato da un gruppo di donne provenienti dalla sua terra natale nell'Est. Nonostante le tensioni, Kabru offrì volentieri il suo aiuto a Shuro nel cercare Falin, un gesto che mostrava la sua determinazione a proseguire, anche di fronte a tanta sofferenza e incertezze. Tornando al presente, nonostante siano passati ormai due giorni dalla morte del drago, Laios e il suo gruppo rimangono intrappolati nella città sotterranea. Le uscite che una volta esistevano sembrano essere scomparse misteriosamente, lasciandoli senza una via di fuga. L'incertezza cresce mentre il gruppo affronta la realtà che potrebbero rischiare di morire di fame, un destino che sembra sempre più probabile senza un modo per fuggire o sopravvivere. La situazione è ormai critica, e mentre i membri del gruppo lottano per mantenere la speranza, l'oscurità del dungeon sembra stringersi intorno a loro. Con il tempo che scorre e le risorse che scarseggiano, la lotta per la sopravvivenza si fa più ardua, e il destino del gruppo diventa sempre più incerto. |                  |                  |
| 15 | Driade 「ドライアド」 - DoraiadoCoccatrice 「コカトリス」 - Kokatorisu | 11 aprile 2024   | 11 aprile 2024   |
| 15 | Nel dungeon, Marcille si rende conto che lo stregone sta attivamente alterando il layout per tenerli intrappolati, una mossa che dimostra quanto potere il loro nemico possieda. La consapevolezza di essere intrappolati in una rete sempre più fitta li fa sentire impotenti, ma il gruppo deve continuare a lottare per sopravvivere. Nel frattempo, il gruppo inizia a sentire fame. Senshi, sentendosi in colpa per non averli nutriti abbastanza, si vergogna del suo fallimento e decide di fare tutto il possibile per cacciare il prossimo mostro che incontrano, nella speranza di procurarsi del cibo per tutti. Laios e Chilchuck lo accompagnano in questa impresa. Sfortunatamente, il loro incontro non va come previsto. Si imbattono in un gruppo di driadi, creature della foresta che, attraverso il loro polline, scatenano una grave febbre da fieno nei membri del gruppo. Chilchuck, usando i suoi comandi vocali, agisce da occhi di Senshi, permettendogli di eliminare le driadi nonostante la confusione causata dalla febbre. Anche se riescono a uccidere le driadi, l'incontro lascia il gruppo debilitato. Nel frattempo, Marcille è alle prese con il suo bastone spezzato, che le impedisce di combattere. Tuttavia, ha bisogno di magia e tempo per farlo ricrescere. Questo la mette in difficoltà, ma la sua mente strategica non si ferma mai, e cerca un modo per sopperire alla sua incapacità di combattere con i metodi tradizionali. Senshi, nel frattempo, prepara una zuppa di driade e mandragola, accompagnata da frutti di driade saltati, cercando di rimettere in sesto il gruppo. L'esigenza di nutrirsi è impellente, ma mentre cucinano, Marcille decide di prendere una decisione fondamentale: insegnare a Laios la magia curativa. In questo modo, non solo lo aiuterà a guadagnare una nuova abilità, ma aumenterà anche le possibilità di sopravvivenza del gruppo. La magia curativa, sebbene difficile da imparare, potrebbe davvero fare la differenza nelle loro prossime battaglie. Mentre Laios si dedica al suo primo incantesimo di guarigione, il suo corpo reagisce alla magia con un fenomeno noto come malattia del mana, un disturbo comune per chi si avvicina per la prima volta alla magia curativa. Questo lascia Laios esausto e incapace di continuare a combattere, quindi il gruppo decide di lasciarlo riposare. Ma la situazione non migliora. Il gruppo viene presto attaccato da una coccatrice, una creatura temibile capace di pietrificare chiunque la guardi negli occhi. Anche se riescono a ucciderla, Marcille viene trasformata in pietra durante lo scontro. La posizione in cui è stata pietrificata è molto sbilanciata, il che la rende vulnerabile a fratturarsi facilmente. È una situazione di estrema fragilità e pericolo. Per curarla, Laios usa la sua nuova magia curativa, combinata con le erbe medicinali che hanno raccolto nel dungeon. Ci vorranno quattro giorni di duro lavoro per rimuovere gli effetti della pietrificazione, durante i quali Marcille si sente in colpa per il tempo perso. La sua incapacità di combattere e la sua vulnerabilità durante quella battaglia pesano molto sulla sua coscienza, facendola sentire responsabile per quanto accaduto. Senshi e gli altri cercano di rassicurarla, ma il dolore e la frustrazione di non poter fare di più la tormentano. In questo periodo, il gruppo è costretto a riflettere su quanto sia difficile sopravvivere in un ambiente così ostile e pericoloso. Chilchuck e Senshi cercano di mantenere alta la morale, ma le difficoltà non fanno altro che crescere, e la mancanza di tempo e le risorse che scarseggiano mettono costantemente alla prova la loro determinazione. La questione della resurrezione di Falin e la ricerca per uscire dal dungeon sono sempre più urgenti, e il gruppo si trova di fronte a scelte difficili. La magia proibita di Marcille, che è stata alla base della sua resurrezione, è ancora un segreto che potrebbe rivelarsi più pericoloso di quanto immaginassero inizialmente. |                  |                  |
| 16 | Pulitori 「掃除屋」 - SōjiyaEssiccati con dolce sakè 「みりん干し」 - Mirinboshi | 18 aprile 2024   | 18 aprile 2024   |
| 16 | Nel cuore del dungeon, Chilchuck comincia a notare uno schema nei continui cambiamenti del labirinto. Capisce che il dungeon sta cercando di tracciarli e spingerli in una direzione specifica. Con il suo ingegno, riesce a guidare il gruppo indietro, portandoli esattamente dove avevano ucciso il drago. È una piccola vittoria, un'indicazione che, forse, c'è ancora un filo di speranza per loro di uscire da questa trappola. Mentre il gruppo esplora, Laios avverte qualcosa di strano. Una figura spettrale appare, un non morto che gli rivela un avvertimento: l'esistenza dell'Occhio del Mago, una minaccia invisibile che sembra tenere d'occhio ogni loro mossa. Questo nuovo pericolo li mette ancora più in guardia. Nel frattempo, Marcille individua dei piccoli, magici pulitori, esseri minuscoli che sembrano riparare e mantenere il dungeon in buone condizioni. Questi piccoli animali, pur sembrando innocui, potrebbero avere un ruolo fondamentale nel mantenere l'integrità dell'ambiente del dungeon, magari collegati a qualche tipo di magia di mantenimento o a un sistema di auto-riparazione che lo stregone pazzo ha messo in atto. In un momento di calma, Chilchuck individua l'uscita del quarto piano, una via di fuga che potrebbe portarli più vicino alla superficie e forse a una via di salvezza. Senshi, nonostante le difficoltà, prepara un piatto sostanzioso con quello che hanno a disposizione: pollo e uova, cucinato usando una combinazione di coccatrice, driade, mandragora, ed erbe curative avanzate. Il tutto viene servito in un piatto di pietra commestibile che è stato ricavato dai detergenti frantumati, un tocco ingegnoso per utilizzare le risorse circostanti. Proprio quando il gruppo si sente leggermente più sollevato, Shuro e il suo gruppo appaiono improvvisamente. Con loro c'è Kabru, il quale, con la sua solita astuzia, deduce rapidamente che Laios potrebbe non essere il ladro che pensava. Kabru, con la sua mente acuta, si rende conto che c'è qualcosa di più grande in gioco e che Laios potrebbe essere un alleato piuttosto che un nemico. Quando Shuro crolla dalla stanchezza, il gruppo si riunisce per preparare un pasto più abbondante. Laios prende un momento per parlare con Shuro e Kabru, rivelando che Falin potrebbe essere stata portata in un piano ancora più profondo dal stregone pazzo. La notizia è sconvolgente, ma è l'unico indizio che potrebbero avere per risalire alla sua posizione. Nel frattempo, Senshi nota che l'assistente di Shuro, Maizuru, è profondamente preoccupata per la salute di Shuro, poiché si è presa cura di lui sin da quando era un bambino. Senshi cerca di consolarla, cercando di alleviare almeno un po' della tensione che la sta sopraffacendo. In un gesto di solidarietà, Senshi e Maizuru portano il pasto a Shuro e a Laios, cercando di dargli la forza per affrontare la loro missione. Tuttavia, la situazione si complica quando Shuro, ormai furioso, attacca Laios. La sua rabbia è dovuta al fatto che Laios ha usato magia nera per rianimare Falin, un atto che, se scoperto dalle autorità, potrebbe portare Laios e tutto il suo gruppo alla giustizia, con la possibilità di essere giustiziati. Questa rivelazione sconvolge Shuro, che vede la magia nera come qualcosa di inaccettabile, in particolare per un rinato come Falin. Nel frattempo, Falin, ormai mutata dalla sua resurrezione, li osserva da lontano. Le sue intenzioni sono chiare: sta cercando Delgal, e il suo viaggio la porta a comportamenti sempre più misteriosi. Nonostante l'aspetto più sinistro che ha assunto dopo la sua resurrezione, sembra ancora mantenere un legame con il gruppo, ma anche la sua ricerca personale potrebbe condurla su una strada separata. Il gruppo è diviso, e la tensione cresce. Marcille è preoccupata per la rivelazione della magia nera, mentre Laios deve fare i conti con le sue scelte passate. La ricerca di Falin li porta sempre più lontano dalla superficie e dalle certezze che avevano, e ogni passo li avvicina a un futuro incerto, con minacce che si nascondono ad ogni angolo del dungeon. La sopravvivenza è diventata più difficile che mai, e la decisione su come affrontare le scelte morali, la magia oscura e la ricerca del loro obiettivo finale è diventata più critica che mai. |                  |                  |
| 17 | Harpy 「ハーピー」 - HāpīChimera 「キメラ」 - Kimera | 25 aprile 2024   | 25 aprile 2024   |
| 17 | La situazione diventa sempre più tesa e complessa, e le difficoltà si moltiplicano per il gruppo. Kabru, con la sua esperienza e acume, cerca di aiutare Shuro a capire che la scelta di Laios era difficile e necessaria: l’unica altra opzione sarebbe stata lasciare che Falin rimanesse morta. Una realtà che Shuro fatica ad accettare, ma che alla fine sembra capire, seppur con riluttanza. La situazione degenera ulteriormente quando il gruppo viene attaccato dalle arpie. In un turbinio di caos, Falin, ora trasformata in una chimera, attacca improvvisamente. La sua nuova forma è spaventosa, e la sua rabbia incontrollabile porta alla morte di molti membri del gruppo di Shuro. La sua trasformazione e il suo comportamento inusuale sembrano essere un prodotto diretto della magia nera che Marcille ha usato per rianimarla. Laios è combattuto e esita a attaccarla, un momento di indecisione che porta alla morte di Kabru, un colpo devastante per il gruppo. Quando Falin finalmente fugge, il gruppo è devastato, ma la magia curativa di Marcille, insieme all’aiuto di Holm e Maizuru, riesce miracolosamente a rianimare tutti. Nonostante il successo della resurrezione, la tensione tra i membri del gruppo esplode. Shuro incolpa Marcille per la morte di Kabru e la colpevolizza per aver usato la magia nera su Falin. La sua rabbia è palpabile: insiste sul fatto che, se la magia di Marcille viene alla luce, lei sarà consegnata al Regno degli Elfi Occidentali per essere punita per l'uso di incantesimi proibiti. Laios cerca di difendere Marcille, proponendo che l’unico modo per salvare Falin sia sconfiggere lo stregone che ha creato il dungeon e che ha alterato la natura di Falin. Ma la discussione rapidamente degenera in una scazzottata infantile tra lui e Shuro, i due combattendo con parole e rabbia. Un conflitto che, sebbene sembrasse insanabile, alla fine si sgonfia quando entrambi sono costretti ad affrontare la realtà della situazione. La morte di Kabru pesa su di loro, ma nessuno è disposto a cedere completamente. Alla fine, Shuro prende una decisione drastica: trattare Falin come se fosse morta, tornare nel suo paese e non tornare mai più nel dungeon. È una decisione che lo allontana da Laios e dal gruppo, ma che, in qualche modo, sembra l'unica che possa permettergli di andare avanti senza il peso del suo odio per ciò che è successo. Laios, però, non si ferma. Ha ancora intenzione di sconfiggere lo stregone, determinato a portare a termine la sua missione e salvare Falin, nonostante le difficoltà e le perdite. Kabru, ora meno scettico, inizia a credere che con la conoscenza di Laios sui mostri e la sua ingegnosità, potrebbe effettivamente riuscire a vincere contro le forze oscure del dungeon e portare a termine la sua missione. Dopo aver consumato una frittata di uova di arpia, il gruppo di Shuro e Kabru decide di teletrasportarsi in superficie. Prima di andarsene, Shuro lascia un strumento magico a Laios, uno strumento che potrebbe usare per contattarlo nel caso in cui avesse bisogno di aiuto, un gesto che segna la fine della loro alleanza, ma anche un piccolo segno di rispetto tra i due. Ora Laios e i suoi amici sono di nuovo soli. Hanno affrontato numerosi ostacoli, eppure il loro cammino è ancora lontano dall'essere finito. Nonostante le difficoltà, Laios è determinato a seguire la scia di Falin, e il gruppo si prepara a proseguire la loro ricerca. |                  |                  |
| 18 | Shapeshifter 「シェイプシフター」 - Sheipushifutā | 2 maggio 2024    | 2 maggio 2024    |
| 18 | Il gruppo di Laios e compagni segue il percorso nel sesto piano del dungeon, dove si imbattono in antichi tunnel dei nani, che normalmente dovrebbero essere caldi, ma che, sorprendentemente, sono congelati dal ghiaccio. Questo mistero contribuisce a intensificare il senso di pericolo e inquietudine che accompagna ogni passo. Nel frattempo, Marcille rivela a Laios un dettaglio cruciale sulla storia di Delgal, che era un re 1.000 anni fa. Delgal è scomparso misteriosamente quando il labirinto è stato scoperto, e da quel momento, lo stregone ha sviluppato un'ossessione per trovare Delgal, credendo che la sua scomparsa sia legata a segreti arcani nascosti nel dungeon. Mentre continuano a esplorare, il gruppo incappa in un mutaforma, un pericoloso mostro in grado di creare copie perfette dei membri del gruppo. All'inizio, sembra che il gruppo abbia tutti i membri al sicuro, ma si rendono presto conto che non sono tutti ciò che sembrano. Dopo aver smascherato alcune delle copie evidenti (che erano facilmente identificabili come falsi), rimangono solo tre copie: una di Marcille, una di Chilchuck e una di Senshi. Ora la responsabilità di Laios è identificare quale di loro è la copia e quale è la vera persona. La sfida si rivela un vero e proprio incubo deduttivo per Laios. Nonostante ci provi con tutte le sue forze, la sua incapacità di cogliere sottili differenze lo rende incapace di individuare correttamente le copie. La situazione diventa comica e frustrante, poiché Laios non riesce a capire la differenza tra i membri del gruppo e le loro copie, nonostante la tensione crescente. La soluzione arriva in un modo sorprendente: Laios, con una mossa completamente imprevista, smaschera il mutaforma assumendo la forma di un segugio da caccia. La trasformazione lo aiuta a spaventare il mutaforma, il quale perde improvvisamente il controllo sulle sue copie. In un attimo, le copie scompaiono, grazie anche alla prontezza di Marcille, che fa esplodere le copie rimanenti. Alla fine, Laios rivela che, nonostante la sua apparente inettitudine, aveva in realtà diverse intuizioni corrette su quali fossero le vere copie. È un momento che rinforza la fiducia del gruppo in lui, anche se la sua modalità di risoluzione del problema è stata tutt'altro che ortodossa. Proprio mentre il gruppo si sente sollevato per aver affrontato l'ennesima sfida, una nuova minaccia emerge. Marcille viene improvvisamente presa in ostaggio da Asebi, uno dei membri del gruppo di Shuro che era scomparso durante l'attacco di Falin. La sua apparizione segna un momento di grande tensione, poiché ora il gruppo dovrà affrontare non solo il pericolo fisico ma anche il mistero di cosa stia accadendo con Asebi e il suo legame con il gruppo di Shuro. |                  |                  |
| 19 | Strega 「山姥」 - YamanbaIncubo 「夢魔」 - Muma | 9 maggio 2024    | 9 maggio 2024    |
| 19 | Asebi rivela una triste e difficile verità: è affetta da due maledizioni di magia nera. La prima, le causa una terribile condizione che la rende un uomo-bestia artificiale, una mutazione simile a quella che ha subito Falin. La seconda maledizione evoca un demone per ucciderla, un'entità che minaccia la sua vita. Chiede disperatamente a Marcille di rimuovere le maledizioni, ma inizia con un comportamento poco apprezzato: quando Senshi le offre un risotto al formaggio e ai funghi, Asebi mostra un disprezzo maleducato e butta via i funghi, un gesto che la mette in contrasto con il resto del gruppo. Dopo che Senshi uccide il demone evocato dalla maledizione di Maizuru, si scaglia contro Asebi per il suo atteggiamento nei confronti del cibo. Senshi, con un tono serio, le fa una lezione sullo spreco di cibo, sottolineando quanto sia prezioso ciò che hanno a disposizione. Quando la maledizione successiva viene svelata, Asebi rivela di essere stata trasformata in una bestia ibrida, proprio come Falin, ma con una differenza significativa: Asebi riesce a mantenere la sua sanità mentale, una condizione che offre una speranza inaspettata. Laios, in particolare, è sollevato, poiché crede che questa potrebbe essere una chiave per restaurare la mente di Falin, che è stata persa dopo la sua trasformazione in chimera. Questo dettaglio offre al gruppo una piccola luce di speranza. Poco dopo, Asebi decide di abbandonare il nome di "uomo-bestia" e ritorna al suo nome umano, Izutsumi. Questo atto segna una sorta di rinascita per lui, un tentativo di riconnettersi con la propria identità e umanità. Giorni dopo, Marcille viene improvvisamente colpita da un mostro chiamato Nightmares, una creatura che provoca brutti sogni e, lentamente, porta alla morte per esaurimento. Marcille si ritrova intrappolata in un incubo, in cui sta scappando da un mostro. Laios, con la sua incredibile capacità di fare sogni lucidi, entra nel sogno di Marcille, riuscendo a comunicare con lei. Scopre che il mostro nel sogno rappresenta la paura profonda di Marcille, ossia la paura che i suoi cari possano morire. La paura che li perda è tanto forte da essere manifestata come una figura mostruosa nel suo subconscio. Grazie alle parole di incoraggiamento di Laios, Marcille trova finalmente il coraggio di affrontare e sconfiggere il mostro. Quando si sveglia, si sente sollevata, ma solo vagamente ricorda un cucciolo che l'aveva aiutata a trovare un tesoro nel sogno. L'incontro simbolico con il cucciolo potrebbe rappresentare una parte del suo stesso desiderio di proteggere e curare coloro che ama. Alla fine, Laios rivela la verità dietro gli Incubi: sono in realtà mostri simili a vongole, che si nidificano nei cuscini di Marcille e che, sebbene terrificanti nel sogno, sono perfettamente commestibili se cucinati nel burro e salsa di soia. Questo finale bizzarro ma leggero aggiunge una nota di umorismo e di normalità dopo un episodio di tensione, mentre il gruppo prosegue nel suo viaggio, affrontando nuove difficoltà e misteri. |                  |                  |
| 20 | Ice Golem 「アイスゴーレム」 - Aisu GōremuBarometz 「バロメッツ」 - Baromettsu | 16 maggio 2024   | 16 maggio 2024   |
| 20 | Il gruppo torna al punto in cui avevano affrontato il drago, dove avevano lasciato il loro equipaggiamento. Senshi scopre che una delle sue bambole golem, che era finita accidentalmente in una fogna, è stata trasformata in un golem di ghiaccio. Chilchuck, con la sua solita prontezza, riesce a rompere il ghiaccio, permettendo così a Izutsumi di distruggere il golem. La cosa interessante è che il golem contiene del pesce congelato, quindi Senshi decide di preparare un piatto di pesce fritto e crema pasticcera all'uovo arpia, offrendo una piccola coccola culinaria al gruppo in mezzo alle difficoltà. Nel frattempo, Chilchuck dimostra la sua abilità creando una borsa da avventuriero per Izutsumi, mentre Marcille provvede a rendere i suoi vestiti più adatti per affrontare il freddo della zona innevata in cui si trovano. Durante una discussione sul suo rifiuto di mangiare mostri, Izutsumi rivela il suo timore di contrarre malattie incurabili dai mostri, un avvertimento che getta un po' di ombra sul gruppo. L'attenzione si sposta quindi su un albero che cresce una pecora, un fenomeno strano e affascinante. Izutsumi si precipita a raccogliere la carne, senza rendersi conto che si tratta di un barometz, un tipo di pianta che attrae lupi feroci. Ignorando i pericoli, si allontana troppo dalla battaglia e viene attaccata da un lupo. L'animale la mette in seria difficoltà e rischia di ucciderla. È solo grazie all'intervento tempestivo di Marcille, che scaccia il lupo e guarisce Izutsumi, che la situazione non peggiora ulteriormente. Nel frattempo, i lupi mangiano le pecore adulte, quindi tutto ciò che Senshi e gli altri riescono a raccogliere è un frutto acerbo di barometz, che contiene un agnello non ancora nato. Senshi, sempre pronto a fare del buon cibo, prepara delle costolette di agnello con salsa di frutta, che alla fine Izutsumi mangia, pur restando scettica inizialmente. Tuttavia, dopo aver provato il piatto, si rende conto che il cibo è sorprendentemente buono. Il lato più interessante della scena arriva quando Izutsumi, forse per vendetta o per divertimento, decide di esercitare un piacere sadico nel costringere Marcille a mangiare anche lei le costolette d'agnello. Nonostante il disgusto iniziale di Marcille, la scena diventa un momento di leggera tensione, ma anche di crescita per tutti i membri del gruppo, che continuano a condividere pasti e sfide in un ambiente sempre più ostile. La situazione complessa tra Izutsumi e il resto del gruppo, insieme alle difficoltà quotidiane, continua a svilupparsi, mantenendo l'atmosfera di un'avventura pericolosa ma anche piena di momenti di legame e sviluppo. |                  |                  |
| 21 | Uovo 「卵」 - TamagoTerra d'oro 「黄金郷」 - Ōgonkyō | 23 maggio 2024   | 23 maggio 2024   |
| 21 | Nel frattempo, Shuro e Kabru osservano la visita dei Canarini, specialisti elfici dei dungeon, dal Signore locale. I Canarini, essendo esperti nel gestire i dungeon e nel proteggerli, sono intenzionati a prendere il controllo del dungeon. Shuro e Kabru, non volendo che i Canarini si impadroniscano del dungeon, decidono di proporsi per sigillarlo. I Canarini, pur accettando la proposta di Kabru di essere messo al comando, lo avvertono che, se il suo piano dovesse fallire, invaderanno il dungeon per prendersene il controllo. Nel sotterraneo, Izutsumi percepisce una presenza inquietante, uno spirito che conferma ciò che Laios aveva temuto: le sue recenti allucinazioni non erano frutto della sua mente, ma di un fantasma. Questo spirito, finalmente in grado di comunicare, spiega di voler incontrare qualcuno, una persona che forse ha un ruolo importante nella loro avventura. Il gruppo, ora guidato dalla volontà dello spirito, viene teletrasportato in un luogo leggendario: il Castello d'Oro. Il Castello d'Oro è un posto straordinario, dove i contadini vivono in armonia con mostri addomesticati. Questo ambiente affascina e, in qualche modo, Izutsumi diventa stranamente più docile, poiché gli incantesimi di addomesticamento dei mostri influiscono anche su di lei, facendola comportare in modo più tranquillo del solito. Il capo Yaad, che si rivela essere il nipote di Delgal, racconta la storia della maledizione che ha colpito il suo popolo. Yaad rivela che Delgal, il famoso re, e il suo popolo sono stati maledetti con l'immortalità dallo stregone che ha cercato di controllare il dungeon. Dopo essere fuggito in superficie per chiedere aiuto, Delgal non è mai più tornato. Con la rivelazione di Marcille riguardo la situazione, Yaad aggiunge che, prima di essere imprigionato dallo stregone, il leone alato che originariamente sorvegliava il dungeon ha profetizzato la morte dello stregone ad opera di un guerriero con una spada alata, che sarebbe diventato il re del dungeon. A queste parole, Laios è sopraffatto. La profezia sembra indicare proprio lui come il guerriero destinato a uccidere lo stregone e prendere il controllo del dungeon, ma la sua incertezza e paura per il suo ruolo lo lasciano profondamente turbato. La paura di essere intrappolato in una profezia che potrebbe non desiderare lo mette in una posizione emotivamente difficile. Il gruppo, ora consapevole di questi legami storici e delle sfide che li attendono, deve affrontare la crescente pressione e i pericoli che derivano dalla possibilità di diventare parte di un destino che non tutti sono pronti ad abbracciare. |                  |                  |
| 22 | Grifone 「グリフィン」 - GurifinFamiliari 「使い魔」 - Tsukai ma | 30 maggio 2024   | 30 maggio 2024   |
| 22 | Mentre il gruppo continua la sua avventura, Yaad rivela finalmente a tutti una parte cruciale della storia di Thistle, lo stregone che ha messo in atto la maledizione e ha imprigionato il leone alato. Thistle, infatti, era originariamente il giullare di corte del padre di Delgal, ma grazie all'incoraggiamento di Delgal stesso, ha studiato magia fino a diventare il Mago Reale. Questo spiega, in parte, il legame tra Thistle e Delgal, nonché la gravità del tradimento che ha portato alla sua ascesa come stregone malvagio. Laios, però, non ha ancora rinunciato all'idea di parlare con Thistle per cercare di fermarlo, ed è determinato a proseguire nella sua missione. Yaad consiglia al gruppo di liberare il leone alato, che, secondo la profezia, potrebbe essere la chiave per fermare Thistle e sconfiggere lo stregone. Questo gesto sarebbe anche un modo per rimediare all'influenza negativa che Thistle ha avuto sulla sua terra e sulla sua gente. Con questa iniziazione, il gruppo si avvia verso il dungeon, pronti a proseguire la loro ricerca. Una volta arrivati, però, vengono subito attaccati da un grifone, una creatura feroce che li sorprende e minaccia. Ciò che sorprende però il gruppo è che Senshi, di solito così coraggioso e determinato, sembra avere una fobia nei confronti del grifone. Nel panico, il suo tentativo di fuga lo porta via, lasciando gli altri a dover affrontare la situazione senza di lui. Mentre Marcille convoca dei famigli per rintracciare Senshi, Chilchuck inizia a fare delle riflessioni su di lui, rendendosi conto che ci sono molte incongruenze riguardo alla sua personalità e al suo passato. Questo lo rende ancora più curioso, spingendolo a voler scoprire di più su Senshi. Nel frattempo, i famigli riescono a localizzare il grifone, facendolo cadere al suolo, dove Laios interviene e lo uccide per salvare Senshi. Nonostante la vittoria, i famigli vengono creati con le risorse alimentari a disposizione del gruppo, e Laios, non perdendo tempo, decide di cucinarli per non sprecare il cibo. Questo gesto provoca però la rabbia di Marcille, che non approva l'uso dei famigli come cibo. Senshi, nel frattempo, si rifiuta di macellare il grifone, una decisione che sembra contraddire il suo solito atteggiamento pratico e pragmatico. Questo lo porta a una conversazione più profonda con Chilchuck, che inizia a rivelare più dettagli sulla sua vita passata. Chilchuck confessa che, nonostante sembri un avventuriero solitario, ha una famiglia che non vede da anni, e questo lo fa sentire stranamente vulnerabile. A sua volta, Senshi rivela un altro dettaglio significativo della sua vita: in gioventù, era un minatore, e un giorno la sua ciurma aveva trovato accidentalmente il Castello d'Oro, rendendoli le prime persone a entrare nel dungeon. Questo incontro casuale con il dungeon ha cambiato la sua vita, portandolo a diventare parte del gruppo di avventurieri e a intraprendere una missione che lo avrebbe portato a incontrare molti dei suoi compagni attuali. La rivelazione di Senshi aggiunge un ulteriore strato di mistero al suo personaggio e alle sue motivazioni, mentre Chilchuck continua a cercare di capire chi è davvero questo enigmatico compagno di viaggio. Con i segreti che cominciano a venire a galla e nuove sfide all'orizzonte, il gruppo si prepara ad affrontare le prossime difficoltà nel dungeon, determinati a sconfiggere Thistle e a risolvere il mistero che ha legato le loro vite in modi inaspettati. |                  |                  |
| 23 | La zuppa di grifone 「グリフィンのスープ」 - Gurifin no SūpuRavioli -1- 「ダンプリング1」 - Danpuringu 1 | 6 giugno 2024    | 6 giugno 2024    |
| 23 | Il racconto di Senshi si arricchisce di un altro capitolo oscuro del suo passato. Durante una delle sue prime esperienze nel dungeon, insieme a un gruppo di nani, un grifone uccise la maggior parte del gruppo. Solo Senshi, insieme a Gillin e Brigan, sopravvissero. La situazione divenne rapidamente insostenibile: Brigan, sopraffatto dalla paura e dalla disperazione, impazzì. In un atto di auto-sopravvivenza, Gillin uccise Brigan, raccontando poi a Senshi di aver ucciso anche il grifone e di averlo nutrito con la sua carne per mantenerlo in vita. In un momento di totale confusione e disperazione, Gillin suggerì che la carne che aveva dato a Senshi fosse in realtà quella di Brigan, gettando una lunga ombra di tormento su Senshi, che scappò dal dungeon con un carico di senso di colpa che lo perseguitò per molto tempo. Questo passato oscuro riaffiora quando il gruppo di Laios e Senshi si trova a confrontarsi con la carne di un grifone che avevano appena ucciso. Senshi, ora distaccato dalla sua esperienza traumatica, non riesce a riconoscere il sapore della carne che sta mangiando, finché Laios, con la sua conoscenza delle creature magiche, deduce che non si tratta di grifone, ma di ippogrifo. Per scoprire la verità, Laios utilizza i funghi cangianti, una specie rara che possiede la capacità di trasformare la carne in un’altra forma. Trasformando la carne, Senshi finalmente riconosce il sapore dell’ippogrifo e si rende conto di essere stato liberato dal suo tormento interiore. La rivelazione e la liberazione dal trauma lo spingono a fare una scelta consapevole di proseguire il viaggio, riconoscente per il supporto e la comprensione che ha trovato nel gruppo. Purtroppo, però, l'uso dei funghi cangianti non è privo di conseguenze. I funghi hanno un effetto collaterale: cambiano la specie del gruppo, portando a una serie di trasformazioni fisiche che li mettono in difficoltà. In cerca di una soluzione per invertire il processo, il gruppo prosegue la loro esplorazione e, invece di trovare altri funghi per ristabilire il loro stato originale, si imbatte in una porta magica che li conduce più in profondità nel dungeon. La porta, sorvegliata da un incantesimo protettivo, viene aperta da Kensuke. La sua presenza sorprende il gruppo, ma permette loro di superare la porta. Tuttavia, la loro fuga non è senza rischi: l'apertura della porta risveglia dei gargoyle nelle vicinanze, mostri rocciosi e pericolosi che li costringono a fuggire. La porta li conduce in un’area sotterranea che sembra essere una roccaforte dei nani, un luogo che risale all'antica guerra tra elfi e nani. L’atmosfera di questo posto è inquietante e misteriosa, come se fosse rimasto intatto nei secoli, un testimone silenzioso di un conflitto passato. Poiché non c'è altro da fare e il pericolo di altre battaglie imminenti sembra troppo grande, il gruppo si accampa nella roccaforte e inizia a cucinare gnocchi di ippogrifo, sfruttando le risorse a disposizione. Durante questo momento di relativa calma, si riflettono sulle sfide che hanno affrontato finora, mentre preparano il prossimo passo nel loro viaggio. L’antica roccaforte dei nani sembra essere solo l'inizio di un'avventura ancora più complessa e pericolosa, che li porterà a confrontarsi con le forze che governano il dungeon e le maledizioni che lo avvolgono. |                  |                  |
| 24 | Ravioli -2- 「ダンプリング2」 - Danpuringu 2Uova e bacon 「ベーコンエッグ」 - Bēkon'Eggu | 13 giugno 2024   | 13 giugno 2024   |
| 24 | La tensione cresce mentre il gruppo si trova a dover affrontare sempre più sfide nel dungeon. Laios si chiede se i funghi cangianti siano sufficientemente potenti da trasformare Falin di nuovo in un umana. Improvvisamente, i gargoyle li attaccano di nuovo, costringendo il gruppo a combattere per la propria sopravvivenza. Nel caos dello scontro, una trasformazione misteriosa prende piede. Kensuke, si trasforma, rivelando una potenza e una natura che il gruppo non si aspettava. La situazione, già caotica, diventa ancora più difficile da controllare. Marcille, acuta come sempre, si rende conto che tutti sono ricoperti di spore di funghi. In un atto di intuizione magica, propone di unirsi e tenersi per mano, formando un cerchio magico. Questa mossa riesce a calmare i gargoyle, trasformandoli in innocue statue di pietra. Il gruppo, ora al sicuro, si affretta a lavare via le spore per evitare che i loro corpi vengano ulteriormente influenzati dalla magia dei funghi. Nel frattempo, Senshi, produce più gnocchi, usando le spore per trasformarli in diverse varietà che potrebbero risultare utili per il gruppo. Il cibo, che di solito è un modo per ritrovare un po' di conforto, diventa un punto di discussione e innovazione, contribuendo a mantenere alta la moralità del gruppo nonostante i pericoli che affrontano. La mattina seguente, con le spore rimosse e tutti tornati alla normalità, il gruppo si prepara ad esplorare la roccaforte dei nani. Ma vengono intrappolati in un carrello che parte automaticamente e li trasporta sempre più in profondità nel dungeon. Senshi, propone un piano audace per separare Falin dal corpo del drago e ripristinare la sua umanità. La soluzione implica il taglio delle parti del corpo di drago di Falin e il consumo di queste parti per evitare che guarisca e si riattacchi a lei. Nonostante la difficoltà del piano, Laios è preoccupato che potrebbe richiedere anni per essere messo in pratica, a meno che non cerchino aiuto esterno. Il gruppo è diviso tra la determinazione e il dubbio. Se riusciranno a realizzare questo piano, o se falliranno, è incerto. Tuttavia, la necessità di trovare il leone alato e liberarlo, come suggerito in precedenza da Yaad, resta una priorità. Nel frattempo, altri gruppi entrano nel dungeon. Kabru, Namari e Shuro si fanno strada nel labirinto sotterraneo, insieme ai Canarini. |                  |                  |

## Accoglienza
Il primo volume ha raggiunto l'11º posto nella classifiche settimanali dei manga Oricon ed è stato l'87º volume manga più venduto in Giappone dal 17 novembre 2014 al 17 maggio 2015, con 315 298 copie vendute. Al 16 agosto 2015, aveva venduto 381 614 copie. Il secondo volume ha raggiunto il 3º posto nelle classifiche, e al 17 settembre 2015 ha venduto 362 906 copie. Ad agosto 2017, i primi quattro volume avevano venduto oltre 2 milioni di copie.
Il manga è stato scelto come il 13º miglior manga del 2015 nella classifica dei manga nella categoria Book of the Year della rivista Da Vinci. Nell'edizione 2016 della guida annuale Kono manga ga sugoi! è stato classificato al primo posto tra i 20 migliori manga per lettori di sesso maschile.